# Lokatorka Wildfell Hall
Lokatorka Wildfell Hall (ang. The Tenant of Wildfell Hall) – druga i ostatnia powieść angielskiej pisarki Anne Brontë wydana w 1848 roku. Autorka wydała książkę pod męskim pseudonimem Acton Bell.
Lokatorka Wildfell Hall pierwszy raz ukazała się po polsku w 2012 roku nakładem wydawnictwa MG. Przekładu dokonała Magdalena Hume.

## Fabuła
Opowieść jest listem Gilberta Markhama do przyjaciela i zarazem szwagra o wydarzeniach prowadzących do poznania żony.
Młoda wdowa, Helen Graham, przyjechała do starego domostwa Wildfell Hall z synkiem i służącą. Nie chciała rozmawiać o swoim życiu z nowymi sąsiadami, więc uznali, że w przeszłości zrobiła coś złego. Tylko Gilbert, jego siostra Rosa i jej przyjaciółka Mary Millward wierzyli, że jest porządną kobietą. Otoczenie przypuszczało, że ma ona romans z Frederickiem Lawrence'em, właścicielem Wildfell Hall, który w rzeczywistości był jej bratem.
Gilbert zakochał się w Helen, a gdy i on zaczął podejrzewać ją o niejasną przeszłość, dała mu do przeczytania swój pamiętnik. Opisała tam życie w majątku Grassdale z mężem, zamożnym ziemianinem Arthurem Huntingdonem, alkoholikiem o nagannych zachowaniach, lubiącym towarzystwo zdegenerowanej szlachty. Jego kochanką była lady Lowborough. Kiedy mąż zaczął upijać ich syna, też Arthura, i uczyć go przeklinać, Helen postanowiła uciec od niego. Po wielu tarapatach potajemnie przyjechała zamieszkać w Wildfell Hall.
Kiedy dowiedziała się, że mąż jest poważnie chory, wyjechała do niego, opiekowała się nim, ale i tak wielki grzesznik zmarł. Po około roku Helen i Gilbert zostali zamożnym szczęśliwym małżeństwem mimo jego niższego statusu finansowego i mieli co najmniej dwójkę własnych dzieci. Zamieszkali w posiadłości Staningley.

## Bohaterowie powieści
- Helen Graham
- Arthur Huntingdon
- Gilbert Markham
- Master Arthur Huntingdon
- Pan Maxwell
- Peggy Maxwell
- Frederick Lawrence
- Annabella Wilmot, Lady Lowborough
- Lord Lowborough
- Ralf Hattersley
- Pan Grimsby
- Fergus Markham
- Rose Markham
- Pani Markham
- Jane Wilson
- Ryszard Wilson
- Robert Wilson
- Pani Wilson
- Eliza Millward
- Mary Millward
- Michael Millward
- Walter Hargrave
- Milicent Hargrave
- Esther Hargrave
- Pani Hargrave
- Pan Boarham
- Pan Wilmot
- Rachel
- Alice Myers
- Benson
- Jack Halford

## Ekranizacje telewizyjne
- 1968: Lokatorka Wildfell Hall, miniserial BBC, reż. Peter Sasdy. W rolach głównych Janet Munro, Corin Redgrave i Bryan Marshall.
- 1996: Tajemnica domu na wzgórzu, miniserial BBC, reż. Mike Barker. W rolach głównych Toby Stephens, Tara FitzGerald i Rupert Graves[2].